# أندرو جونستون (شاعر)
أندرو جونستون (بالإنجليزية: Andrew Johnston)‏ هو شاعر نيوزيلندي، ولد في 1963.